# 정거원추도법

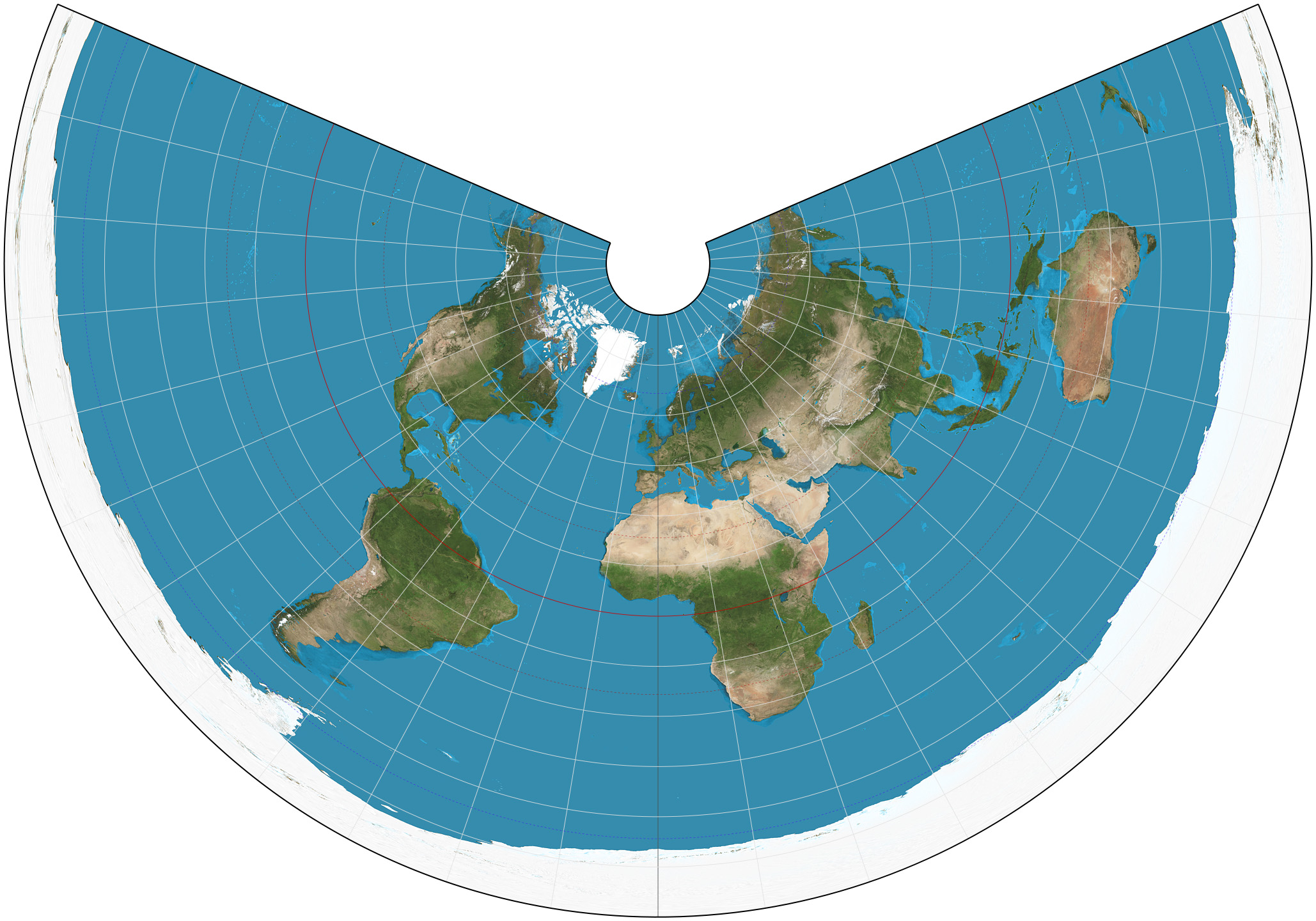

정거원추도법(正距圓錐圖法)의 경선은 한 점으로부터 방사 직선을 이루며, 위선은 원호를 그리고 있다. 경선 위에서는 길이가 바르게 표시되어 있는 것이 장점이지만, 정적이 아닌 점이 결점에 속한다.